# Isleria
Isleria — рід горобцеподібних птахів родини сорокушових (Thamnophilidae). Представники цього роду мешкають в Амазонії та на Гвіанському нагір'ї. Раніше їх відносили до роду Кадук (Myrmotherula), однак за результатами молекулярно-філогенетичного дослідження вони були переведені до новоствореного роду Isleria, названого на честь американських орнітологів Мортона і Філліс Іслер.

## Види
Виділяють два види:
- Кадук плямистохвостий (Isleria hauxwelli)
- Кадук рудочеревий (Isleria guttata)